# The Go! Team
The Go! Team é uma banda inglesa de seis integrantes (com dois bateristas), suas músicas são uma mistura de temas de ação, cantos de cheerleaders, guitarras e hip hop com uma pegada do funk dos anos 70. Suas músicas fazem uma mistura de instrumentos ao vivo e samples de várias fontes.

## Membros
- Ian Parton - Guitarra, gaita, e bateria
- Sam Dook - Guitarra, banjo, e bateria
- Chi Fukami Taylor - bateria, vocais
- Kaori Tsuchida - vocais, guitarra, teclado, e escaleta (substituindo  Silke Steidinger em 2006)
- Jamie Bell - baixo
- Ninja - rapper/vocalista

## Discografia

### Álbuns
- Thunder, Lightning, Strike (2004)
- Proof of Youth (2007)
- Rolling Blackouts (2011)
- The Scene Between (2015)
- SEMICIRCLE (2018)
- Get Up Sequences Part One (2021)

### Singles
- "Junior Kickstart" (2003)
- "The Power Is On" (2004)
- "Ladyflash" (2004)
- "Bottle Rocket" (2005)
- "Ladyflash" (relançado) (2006)
- "Grip Like a Vice" (2007)
- "Doing It Right" (2007)
- "The Wrath of Marcie" (2007)

### EPs
- Get It Together (2000)
- Are You Ready for More? (2005)
- Audio Assault Course (2006)
- Step and Repeat (2006)

### Participações
- Public Service Broadcast (2004) (Coletânea musical)
- Help: A Day in the Life (2005) (Coletânea musical)
- "Get It Together" em dois vídeos de demonstração do jogo LittleBigPlanet (2008)
- "Huddle Formation" no filme "The Teddybear Crisis"
- "The Power is On" no jogo 2006 FIFA World Cup
- "Huddle Formation" na Terceira Temporada da série " One Tree Hill "